# ジラール・デザルグ
ジラール・デザルグ（Girard Desargues, 1591年2月21日 - 1661年10月）は、フランス リヨン出身の数学者、建築家。
無限遠点の概念など射影幾何学の基本概念を確立し、射影幾何学の最初の定理であるデザルグの定理を証明した。
しかし射影幾何学は非ユークリッド幾何学へと繋がる新たな概念であり、独創的な定理を新しい用語で表した彼の研究は、ほとんど他人から理解されなかった。
交流のあったパスカル（パスカルの定理はデザルグの円錐曲線に関する研究の基盤となっている）や、デカルト
（解析幾何学を提唱した）は理解し励ましたが、結局、約150年後にガスパール・モンジュとその門下のポンスレによって再興されるまで、ほとんど忘れ去られてしまった。

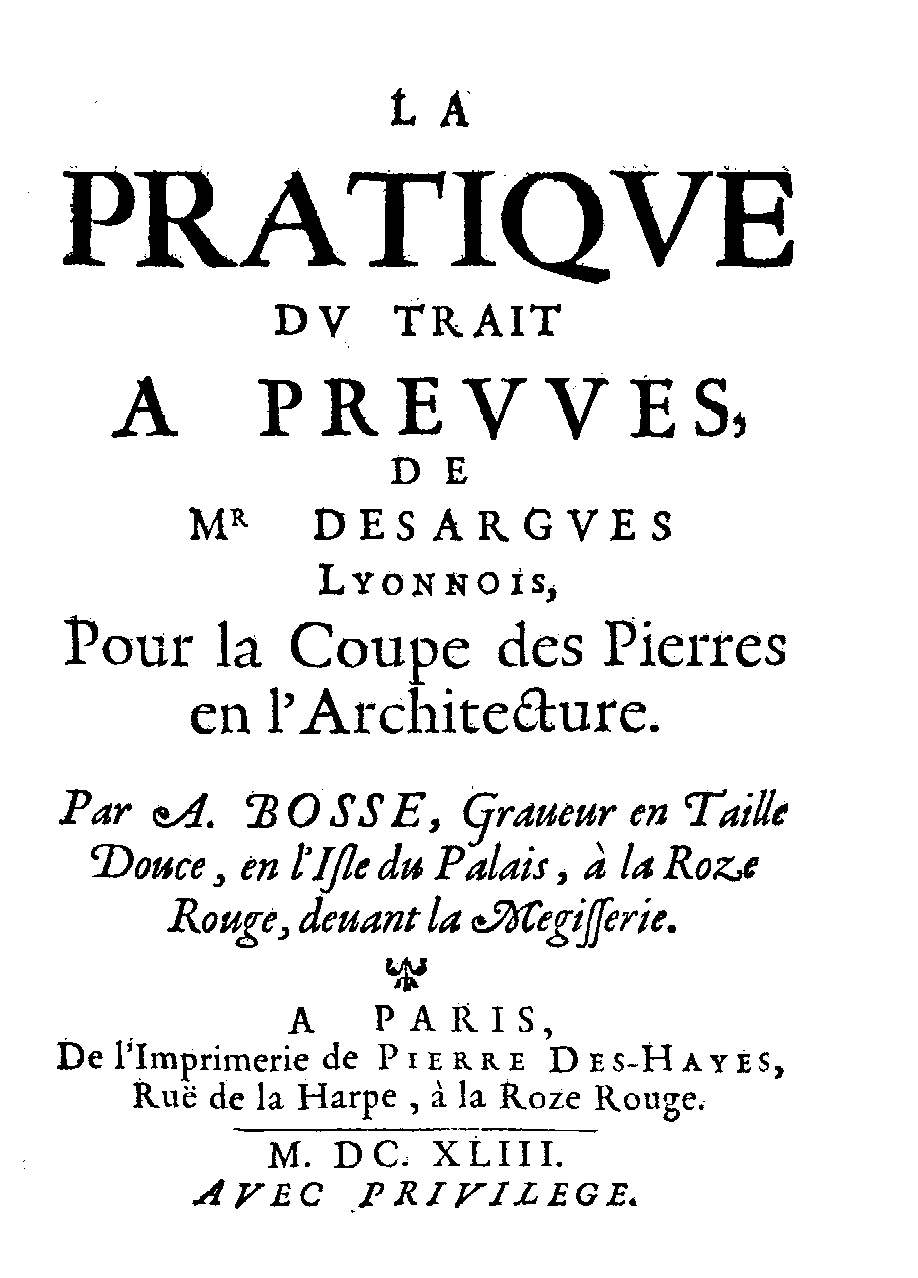
Pratique du trait a preuves (1643)

## 名前
名前は文献によってジラール（Girard）とジェラール（Gérard）の2通りの表記が混在している。多人数が編集に参加しているような事典では、1冊の中に両方の表記が混在している場合さえあり、注意が必要である。

## 関連記事
- 射影幾何学
- デザルグの定理
- デサルグ (クレーター):デザルグにちなみ命名された月のクレーター。